# Tajemství Viléma Storitze
Tajemství Viléma Storitze (1910, Le secret de Wilhelm Storitz) je vědeckofantastický román francouzského spisovatele Julesa Verna z jeho cyklu Podivuhodné cesty (Les Voyages extraordinaires). Verne začal na knize pracovat již roku 1898 (mimo jiné i s pracovním názvem L'Invisible, tj. Neviditelný – román s týmž názvem vydal H. G. Wells v roce 1897) a v práci pokračoval ještě v roce 1901. K tisku však román připravil až po otcově smrti jeho syn Michel, který sice ponechal původních devatenáct kapitol, ale poněkud pozměnil děj. Původní Vernův text byl vydán až roku 1990.

## Obsah románu
Děj románu je neurčitě datován do 2. poloviny 18. století do doby vlády rakouské císařovny Marie Terezie a odehrává ve fiktivním maďarském městečku Ragz, které by dnes pravděpodobně leželo na území Srbska nedaleko od Nového Sadu. Sem přijede z Paříže na svatbu svého bratra, portrétisty Marka, inženýr Jindra Vidal. Budoucí štěstí novomanželů má však v úmyslu zničit zlosyn Vilém Storitz, syn zemřelého věhlasného zhořeleckého alchymisty Otty Storitze. Miluje totiž Markovu nevěstu Myru Roderichovou, která jej odmítla, a chce se jí zmocnit za každou cenu. Po svém otci zdědil recepturu na kapalinu, jejíž požití učiní člověka neviditelným, protože mění povahu světla procházejícího tělem. Účinek této řídké tekutiny žluté barvy je trvalý, pokud není požita druhá látka, která působnost první zruší. A právě tento vynález Vilém Storitz zneužije k tomu, aby sňatku snoubenců zabránil.
Když jednoho dne Myra zmizí, všichni si myslí, že byla Storitzem unesena. V souboji Marek neviditelného Storitze probodne šavlí, ten vykrvácí a stane se opět viditelným. Tajemství obou látek si však vezme sebou do hrobu, což je o to hroznější, když se zjistí že Myra nebyla usnesena, ale násilím donucena stát se také neviditelnou. Snoubenci přesto vstoupí do stavu manželského a věří, že jejich láska všechno překoná. A je tomu tak. Ke zviditelnění není potřeba kompletní výměny krve, jak navrhoval Henri Vidal, protože Myra Roderichová nabude své viditelné podoby při porodu.
Román je poměrně dobře napsán a autor v něm velice účinně prohlubuje narůstající atmosféru hrůzy. Čtenáře však musí chtě-nechtě napadnout, jak je možné, že s tělem se stávají neviditelné i šaty. A pokud se stávají neviditelné šaty, proč se nestanou neviditelnými i další předměty, kterých se neviditelní dotknou. Ve srovnání s tím vypadá příběh H. G. Wellse logičtěji, neboť v něm se zneviditelní pouze tělo.

## Ilustrace
Knihu Tajemství Viléma Storitze ilustroval George Roux.

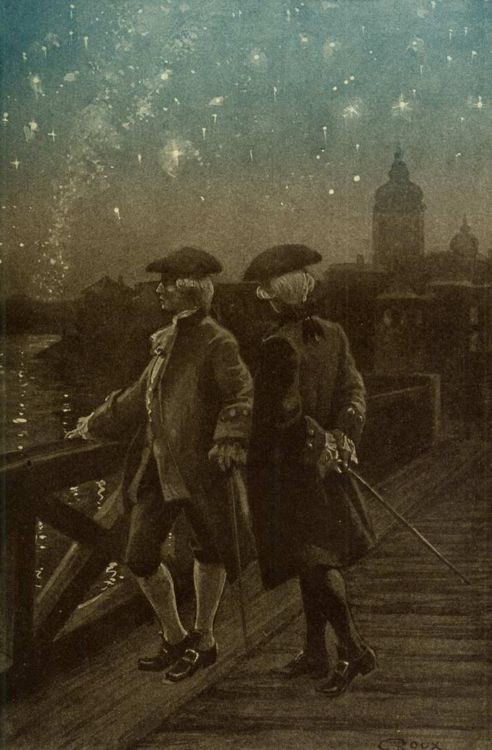
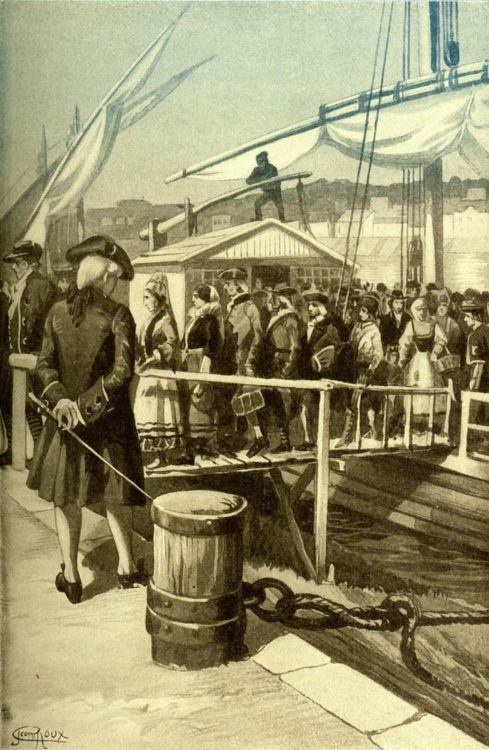
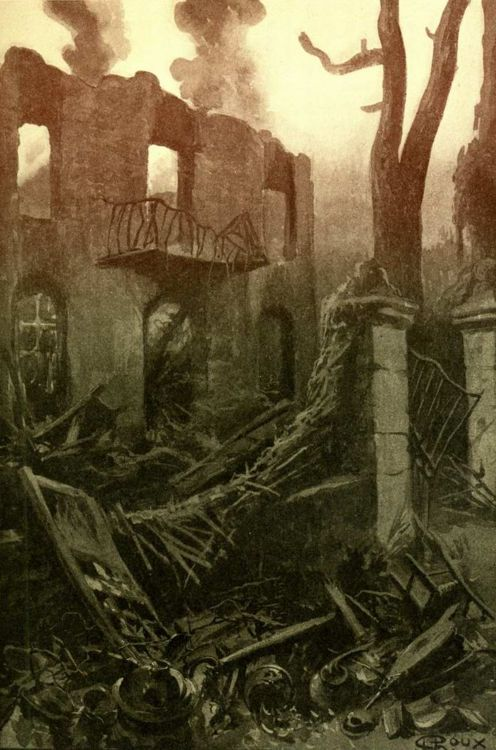
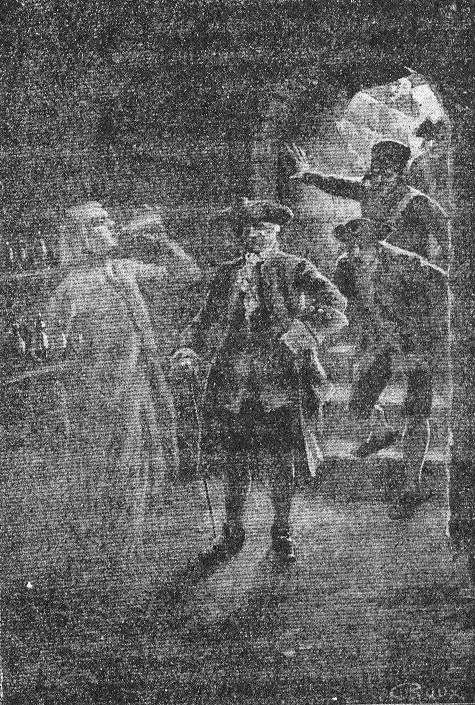
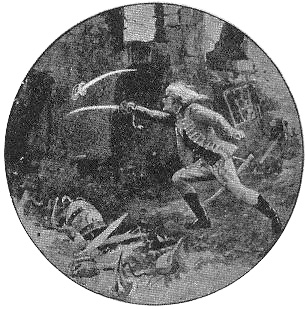

## Filmové adaptace
- Tajemství Viléma Storitze (1967), francouzsko–český televizní černobílý film, režie Eric Le Hung, zajímavostí je, že film se odehrává v Praze a že byl v Československu v sedmdesátých letech 20. století skartován, neboť v něm hráli herci pro tehdejší komunistický režim nepohodlní. V 90. letech minulého století se České televizi podařilo získat francouzskou kopii filmu, jejíž znění muselo být pro vysílání znovu namluveno do češtiny. Ne všichni původní protagonisté byli v tu dobu naživu, takže postavy M. Růžka, J. Hlinomaze a M. Nedbala nadabovali jiní herci.
- Tajomstvo alchymistu Storitza (1991), slovenský film polského režiséra Pawła Trzasky.

## Česká vydání
- Tajemství Viléma Storitze, Josef R. Vilímek, Praha 1911, přeložil Jan Kubišta, znovu 1926.
- Tajemství Viléma Storitze, Mladá fronta, Praha 1971, přeložila Alžběta Bendová, znovu 1985.
- Tajemství Wilhelma Storitze, Návrat, Brno 1996, přeložil Jan Kubišta.
- Tajemství Wilhelma Storitze, Omega, Praha 2021, přeložil Jan Kubišta,
- Tajemství Wilhelma Storitze, Nakladatelství Josef Vybíral, Žalkovice 2023,